# Чибча (цивилизация)
Чи́бча (исп. Chibcha), Муи́ска или Мо́ска — одна из высокоразвитых цивилизаций Южной Америки в XII—XVI вв. Среди культур древней Америки чибча стоят в одном ряду с майя, ацтеками, сапотеками и инками. Сами чибча называли себя муисками, то есть «людьми».
Чибча занимали значительную часть территории нынешней Колумбии. Центром их земель было высокогорное плато Восточных Кордильер и находящиеся к северу от Боготы долины рек Тунья и Согамосо. Кроме этого, чибча занимали также южные от Боготы долины и восточные склоны Кордильер до льяносов реки Меты, притока Ориноко. К моменту прихода европейцев территории чибча составляли более 25 тысяч квадратных километров, а население насчитывало порядка миллиона человек.

## История
Долина Боготы и окружающие её горные склоны отличаются наличием естественной влаги, мягким и ровным климатом. Эти факторы способствовали появлению здесь густонаселённых районов, а также развитию земледелия. Уже в середение I тысячелетия н. э. здесь существовали постоянные поселения, в том числе и численностью свыше 1000 человек, стали появляться первые протогосударства. Изначально территории чибча населяли примитивные племена аравакской языковой семьи. Но к V веку н. э. они были вытеснены предками чибча, переселившимися туда из Центральной Америки, через Панамский перешеек. К IX веку довольно широко начинает развиваться металлургия. С XII—XIII веков формируются племенные объединения чибча. Государства чибча довольно часто, особенно с XV века, подвергаются нападениям со стороны соседних аравакских и особенно карибских племён.

### Доиспанский период

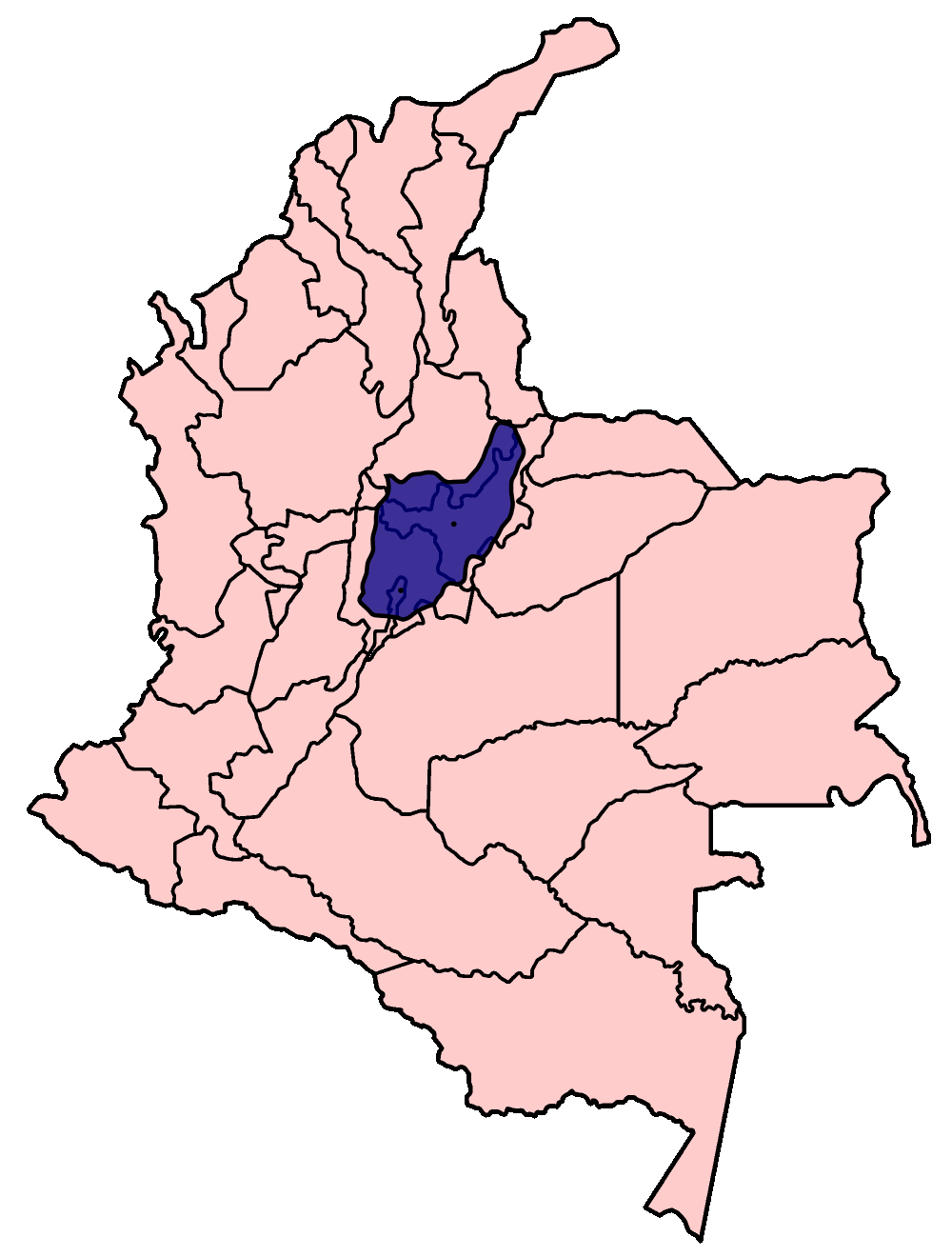
Территория конфедерации чибча-муисков на карте современной Колумбии

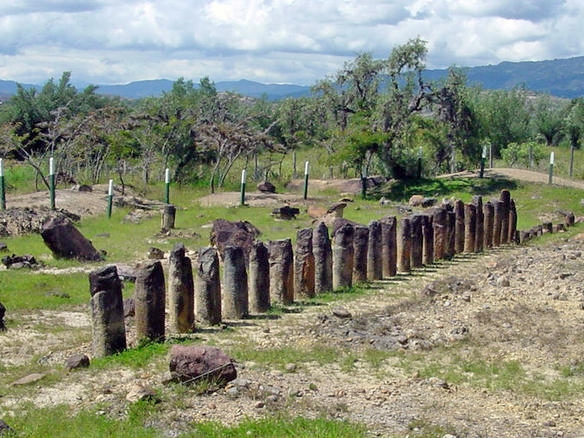
Руины чибчанского храма, Вилья-де-Лейва, Колумбия

Так как от культуры чибча не сохранилось ни одного памятника письменности, до нас дошли лишь сведения, описываемые европейскими хрониками и охватывающие жизнь не более двух поколений до появления здесь испанцев. Согласно записанным хроникерами преданиям, к концу XV века у чибча существовало от 5 до 9 государств (племенных союзов). Среди них наиболее выделялись два — Тунха и Факата, которые соперничали между собой, претендуя на подчинение себе остальных объединений, а также друг друга.
Приблизительно в 1470 году Саганмачика, правитель царства Факата, с войском в 30 тысяч человек совершил поход на княжество Фусагасуга, располагавшееся в долине реки Паско. Поход закончился поражением фусагасугцев, их правитель признал себя вассалом Факаты. Вскоре правитель княжества Гуанента восстал против Факаты. Её правитель был вынужден просить помощи у Мичуа, правителя царства Тунха. Согласно преданиям, оказав необходимую помощь, Мичуа предложил Саганмачике явиться в Тунху и покаяться в преступлениях, в которых его обвинял правитель княжества Гуанента. Саганмачика отказался, и Мичуа не решился напасть на Факату. После этого, согласно преданию, царство Факата подверглось нападению соседнего племени панче. Война с ним продолжалась 16 лет. После победы над панче, примерно в 1490 году, Саганмачика напал на Мичуа.
В решающей битве возле деревни Чоконта с обеих сторон приняли участие более 100 тысяч воинов (50 тысяч со стороны Тунхи, 60 тысяч со стороны Факаты). Армиями командовали непосредственно верховные правители царств. Оба они были убиты в бою. Тем не менее, победу одержали факатцы, хотя смерть верховного правителя практически свела на нет их победу.
После этого, в 1490 году правителем Факаты стал Немекене. Согласно преданиям, он ввёл кодекс законов — так называемый «кодекс Немекене». Ему также пришлось отражать нападение панче и подавлять восстание княжества Фусагасуга, боевые столкновения с которым были особенно упорными, но в итоге их князь капитулировал. Немекене ввёл свои войска в покоренные земли и начал готовиться к войне с Тунхой. Собрав армию порядка 50-60 тысяч воинов, он вышел в поход. В кровопролитной битве Немекене был ранен, факатцы бежали преследуемые воинами Тунхи. Тем не менее, эта победа также не привела к поглощению одного царства другим. На пятый день после возвращения из похода Немекене умер, оставив царство племяннику Тискесусе. В его правление, когда он намеревался отомстить правителю Тунхи, в Факату вторглись испанские конкистадоры.

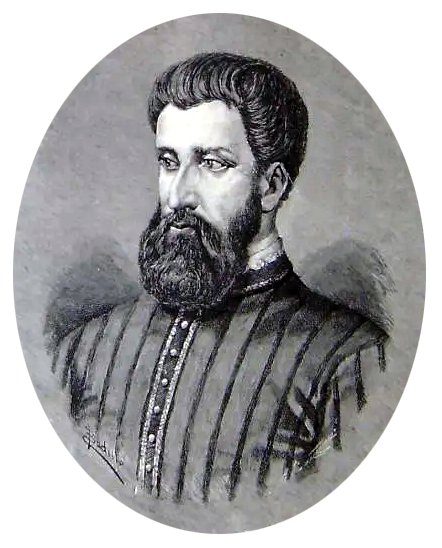
Гонсало Хименес де Кесада

### Испанское завоевание
В апреле 1536 года из города Санта-Марта на карибском побережье вышел отряд в 800 человек под предводительством Гонсало Хименеса де Кесады, направленный испанским губернатором для разведки и завоевания внутренних областей Колумбии. Во многом это было вызвано широко разнесшемся слухом о мифической стране Эльдорадо. В течение почти 9 месяцев отряд Кесады продвигался к землям чибча, встречаясь по пути с множеством препятствий. Более 600 человек погибло от болезней, пало в стычках с индейцами. В 1537 году оставшаяся часть отряда из менее чем 200 человек достигла плато Кундинамарка. Ослабленные междоусобными войнами и нападениями соседних племён чибча, к тому же сначала принявшие испанцев за богов, оказали совершенно незначительное сопротивление. К 1541 году земли чибча-муисков полностью вошли в состав Новой Гранады. Её столицей стал город Санта-Фе-де-Богота, основанный Гонсало Кесадой 6 августа 1538 на месте сгоревшей индейской крепости Факаты.
К середине XVIII века полностью вымерли культура и язык чибча.

### Сокровища чибча-муисков
Сокровища, захваченные конкистадором Гонсало Хименесом де Кесадой на территории Колумбии у чибча-муисков, составили меньшее количество, чем захваченное Франсиско Писарро у инков, как видно из доклада королевских чиновников Хуана де Сан Мартина и Антонио де Лебрихи, принявших личное участие в походе (июль 1539):

Когда заместитель [Хименес де Кесада] вернулся в Тунху, было взвешено имевшееся золото, и взвешенное, составило, как в том, что было захвачено в Тунхе, так и у Согамосо и другое небольшое количество золота, захваченное в крае, вес в сто девяносто одна тысяча и сто девяносто четыре песо чистого золота, и другого, более низкопробного, золота тридцать семь тысяч двести тридцать восемь песо, и другого золота, называемого золотой лом, набралось восемнадцать тысяч триста девяносто песо. Была захвачена одна тысяча восемьсот пятнадцать изумрудных камней, среди которых имеются высококачественные камни, одни крупные, а другие — маленькие, и многообразные.— Хуан де Сан Мартин и Антонио де Лебриха. Доклад о завоевании Нового Королевства Гранада (июль 1539 года).

### Музей золота
Музей золота (Богота) — музей Банка Республики Колумбии, обладающей обширной коллекцией золотых изделий доколумбовых обществ, проживавших на территории современной Колумбии. Коллекция состоит из приблизительно 34 000 изделий из золота и тумбаги, 25 000 изделий из керамики, камня, раковин, кости и текстиля культур калима, муисков, нариньо, кимбая, зену, тайрона, сан-агустин, тьеррадентро, толима и т. д..
Как сообщает Бюллетень Музея золота за 2003 год, музей располагает 33 800 объектами из металлов, 13 500 объектами из керамики, 3 400 объектами из камня, 1200 — из раковин, 330 — из кости, 139 — из дерева, 145 — из тканей, и несколькими мумиями.
Миссия музея состоит в том, чтобы сохранять, исследовать, инвентаризировать и выставлять свои археологические коллекции ювелирного мастерства и прочих ремесленных изделий доколумбовых цивилизаций.

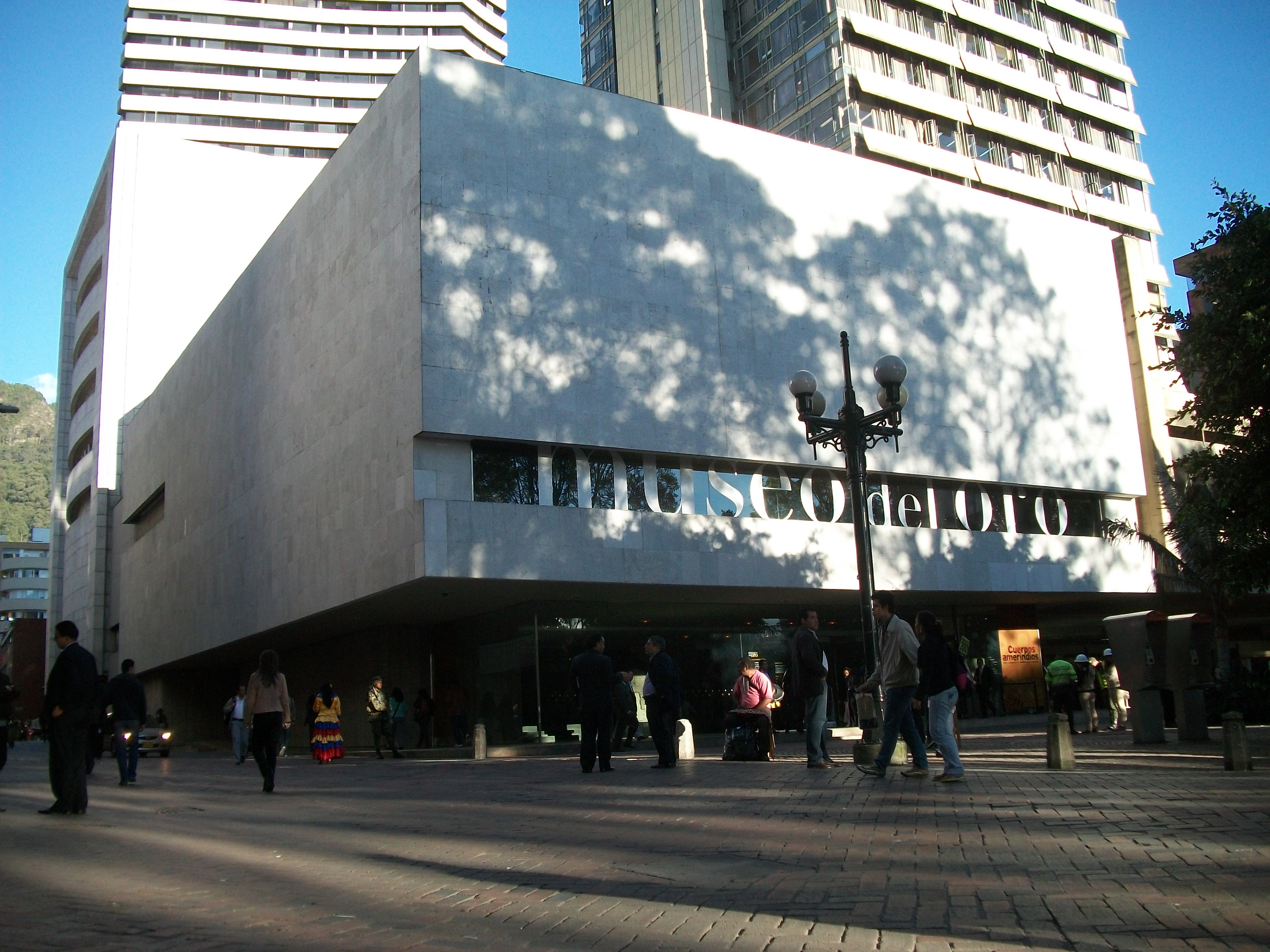
Музей золота (Богота)

#### История и коллекция
В декабре 1939 года Банк Республики купил золотое изделие весом 777,7 грамма. Это была ступка для извести культуры кимбайя. Приобретение этого предмета высокой эстетической и исторической ценности ускорило создание музея, так как, хотя до этого момента в Банке хранились четырнадцать изделий из золота доколумбовых культур, приобретенных в 1936-37 гг. , но по свидетельствам очевидцев, эти предметы были сложены в картонную коробку и помещены в сейф Банка, поэтому коллекцией в прямом смысле слова не являлись.
Первоначально Музей не был открыт для широкой публики. С 1944 по 1959 годы его могли посетить главы государств, дипломаты, члены делегаций высокого уровня и специальные гости правительства Колумбии.
С момента принятия решения о создании Музея, он постоянно увеличивает свои фонды, ведёт исследовательскую и просветительскую деятельность. Несмотря на то, что после долгих лет существования музея, казалось бы, все оставшиеся после набегов «чёрных копателей» захоронения исследованы, продолжают происходить открытия высокой научной и культурной значимости. В начале 1969 года в городе Паска (Кундиномарка) был найден золотой плот, воспроизводящий сцену подношения богам во время смены вождей племени муисков. В 1987 году в захоронении в долине реки Магдалена было найдено большое количество золотых предметов — шлемов, диадем, ступок для извести и пр. Эта находка получила имя Новое сокровище кимбайя. В усадьбе Малагана в 1992 году рабочие случайно наткнулись на обширные захоронения, которые были частично разграблены, а частично исследованы археологами. Музею золота удалось разыскать часть украденных предметов и выкупить их.

#### Здание
Автором современного здания Музея является Херман Сампер Гнекко (Germán Samper Gnecco), Музей переехал в него в 1968 году. Этот же выдающийся колумбийский архитектор разработал проект модернизации помещений и новых зданий в 2008 году.

#### Залы музея
- Обработка металлов. Технологии добычи драгоценных металлов и изготовления предметов из них.
- Люди и золото в доколумбовой Колумбии. Введение в культурный контекст использования драгоценных металлов: политическое и религиозное устройство индейских обществ.
- Космология и символизм: мифология, шаманизм и символика металлов.
- Подношение богам. В зале воспроизводится церемония подношения богам, с помощью визуальных и звуковых эффектов, а также особого монтажа предметов ювелирного искусства.
- Исследовательский. Интерактивный зал, посвященный коллекции музея в целом и его значению в культурном наследии страны.

В музее есть три подземных зала для временных выставок и лектория, кафе, ресторан и магазин сувениров.
В России несколько раз проходили выставки Музея: в 1979 году в Эрмитаже, в 1988 году в Музее народов Востока и в 2003 году в Москву привезли часть этой коллекции: 60 копий золотых предметов, изготовленных древними мастерами.

## Хозяйство

### Сельское хозяйство и питание
Земледелие являлось основой экономики чибча. К моменту вторжения европейцев чибча выращивали довольно большое количество культурных растений: картофель, киноа и кукурузу — на горных склонах, батат, маниоку, томаты, тыкву, фасоль, ананасы и авокадо — в долинах. Кроме этого выращивался хлопок, а также используемые в ритуальных целях табак и кустарник кока. Обработка земли велась примитивными мотыгами. Из животных чибча одомашили только собаку. Хорошо было развито рыболовство.
Единственным источником мясной пищи для чибча служила охота. Но так как охота на крупную дичь (кабанов, оленей) считалась привилегией знати, рядовые члены племени могли с разрешения знатной части племени охотиться лишь на кроликов и птицу. Кроме этого в пищу также употреблялось мясо крыс и пресмыкающихся.

### Ремёсла

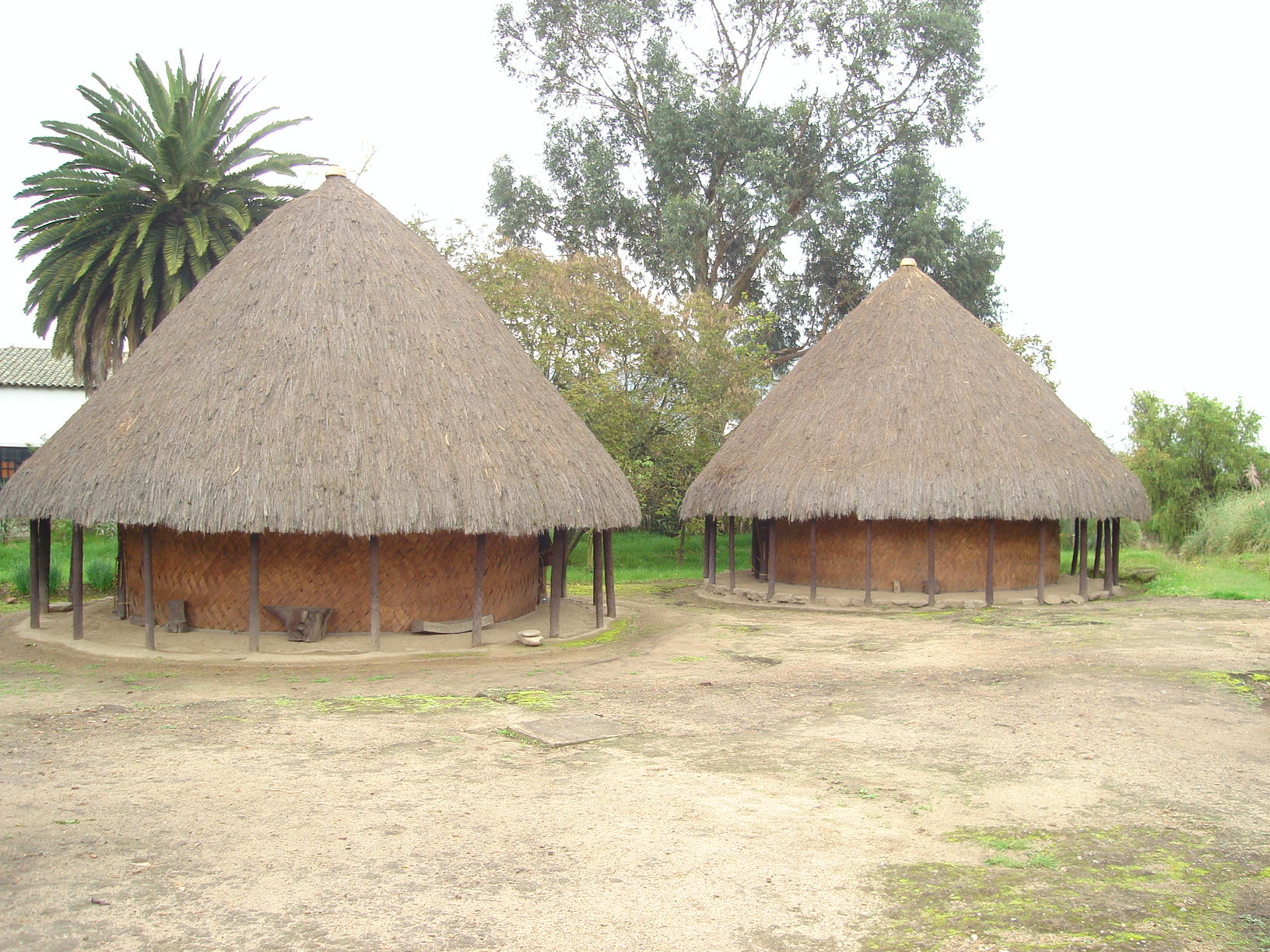
Реконструкция домов чибча в Археологическом музее Согамосо

У чибча были широко развиты ремесла, в особенности ювелирное дело. Кроме этого были распространены ткачество, гончарное дело и оружейное дело, добыча изумрудов и каменного угля, выпаривание соли. Орудия труда — такие, как топоры, ножи, жернова чибча изготавливали из твёрдых пород камня. В качестве оружия использовались копья с наконечниками из обожженного дерева, деревянные палицы и пращи.

#### Ткачество
Больших успехов чибча достигли в ткацком деле. Из хлопкового волокна они пряли нити и ткали полотно с ровной и плотной структурой. При помощи метода набойки полотна раскрашивали. В качестве одежды использовались плащи — полотнища из ткани.

#### Металлургия и ювелирное дело
Техника обработки металлов у чибча составляет большой вклад в самобытную металлургию народов Америки. Из металлов чибча знали золото, а также его сплавы с медью и серебром. Ими применялись многие способы обработки золота: массивная отливка, штамповка, плющение, накладка листами.
При изготовлении золотых украшений чибча часто прибегали к так называемой технике «потерянного воска». Они изготавливали болванку из глины и древесного угля, затем покрывали её пчелиным воском, затем ещё одним слоем глины, оставляя место под воронку для заливки металла. После этого глиняная форма разогревалась, воск внутри неё таял, освобождая пространство для металла. После удаления воска в горячую форму заливали металл, предварительно подготовленный на огне в специальном жаропрочном сосуде из глины с углем. Затвердевая, сплав принимал форму первоначального изделия из воска, после чего глиняную оболочку разбивали, получая необходимую отливку. Поверхность полученной отливки затем обычно шлифовали песком или мелкой галькой.
Кроме всего прочего, чибча являются единственным народом древней Америки, у которого появились небольшие золотые диски (техуэлос), по мнению ряда исследователей выполнявшие роль денег. Но, вероятно, их нельзя назвать деньгами в полном смысле этого слова. Скорее всего, они не были формой всеобщего эквивалента, а являлись просто украшениями.

#### Строительство
Дома чибча обычно строили из дерева и камыша, обмазанного глиной. Наиболее распространённый тип жилища — круглое со стенами из тростника и жердей, с конической соломенной крышей иногда увенчанной керамическим сосудом.

## Общество
Чибча делились на многочисленные племена, управлявшиеся наследственными князьками (usaque). Большинство племён составляло союз, во главе которого находился князь племени Тунья, носивший звание цакве. Союз этот не отличался прочностью и часто распадался, причём то южные князья, то северные оспаривали гегемонию у племени Тунья.

## Религия

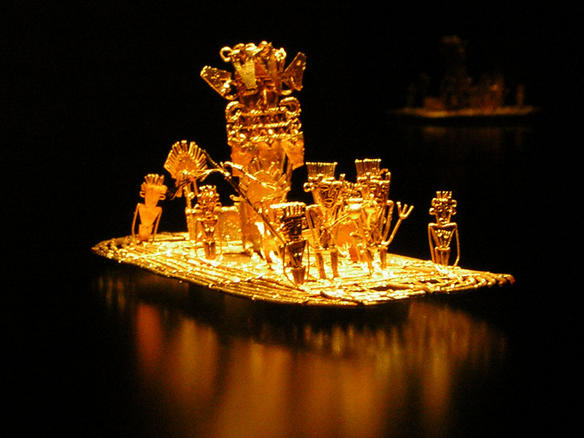
Золотое скульптурное изображение жертвования золота в озеро Гуатавита

Чибча поклонялись солнцу под именем бога Чиминицагахуа или Немтерекветеба (так же Суе или Шуе) и луне (Чиа), как супруге бога солнца. В новолуние праздновалось бракосочетание этих двух божеств. В Боготе почиталась радуга, под именем Бочика. Кроме того, чибча поклонялись богу земли под именем Чибчакум, богине праматери Бачуэ или Фуча-чогуэ («добрая женщина») и богу Фе или Немкотокоа, покровителю искусств, ремесленников, живописцев, музыки и песен. Богам в жертву приносились звероподобные фигурки (tunjos), сделанные из золота, золотая пыль и разные драгоценности. Жрец отвозил золотые фигурки в море и погружал их туда, а затем купался. Этот обряд послужил основанием легенды об Эльдорадо. Богам приносились также в жертву попугаи и, в особенно торжественных случаях, человеческие жертвы. Каждые 15 лет воспитывался для последней цели мальчик, представлявший собой изображение странствующего бога солнца, и в торжественной обстановке умерщвлявшийся особыми жрецами, ведшими в особых заведениях аскетический образ жизни. Чибча оставили много памятников; таковы, например, камни с рельефными изображениями лягушек и других зверей, служившие для выбивания на них из золотых пластинок упомянутых выше золотых фигурок. Сохранилось много таких фигурок; некоторые представляют изображение женщины (праматери Бачуэ), с ребёнком на руках. Найдены также носовые кольца серповидной формы. По этим кольцам, продеваемым чибча через носовую перегородку, соседние инки называли чибча именем Quillasenca, то есть луноносы. Интересны глиняные сосуды в форме человеческой фигуры и раскрашенные крестами сосуды.

## Государства чибча-муисков

### Факата (Баката, Богота)
(ок. 1200—1539)
Союз 18 племён. Столица — Богота. Титул: сипа.
- Сагуанмачика (ок. 1470—1490).
- Немекене (ок. 1490—1514)
- Тискесуса (1514—1538)
- Сакесасипа (Сагипа) (1538—1539)
- 1539 — испанское завоевание.

### Тунха (Дхунзахуа, Тунья)
(ок. 1200—1537)
Союз 9 племён. Столица — Тунха. Титул: саке.
- Дхунзахуа (лег. ок. 1100).
- Томагата (лег.).
- Мичуа (ок. 1460—1490)
- Кемуэнчаточа (ок. 1490—1537)
- Акиминсаке (1537—1540)
- 1540 — испанское завоевание.

### Ирака-Согамосо
(ок. 1200—1539)
Союз 5 племён. Титул: согамосо (сукунмукси).
- 1539 — испанское завоевание.

### Гуанента (Гуатавита)
(ок. 1200—1542)
Союз 12 племён. Титул: усаке, гуанента (царь золота).
- 1542 — испанское завоевание.

### Дуитама (Тундама)
(ок. 1200—1541).
Союз 11 племён. Титул: дуитама (тундама).
- 1541 — испанское завоевание

## Литературные первоисточники

### На испанском языке
- Aguado, Pedro de. Recopilación historial. Primera parte — 1568 | Агуадо, Педро де, Сборник исторических очерков. Часть первая.
- Cassani, Joseph. Historia de la Provincia de la Compania de Jesus del Nuevo reyno de Granada — 1741 | Кассани, Иосиф. История Провинции Общества Иисуса в Новом королевстве Гранада.
- Castellanos, Juan de. Las Elegias — 1589—1601 | Кастельянос, Хуан де. Элегии.
- Freyle, Juan RODRÍGUEZ. CONQUISTA Y DESCUBRIMIENTO DEL NUEVO REINO DE GRANADA (El carnero) — 1638 | Фрейле, Хуан Родригес. Открытие и Завоевание Королевства Новая Гранада.
- Gumilla, Joseph. El Orinoco | Гумилья, Хосе. Ориноко.
- Jose de Oviedo y Banos. Historia de la Conquista y poblacion de la Provincia de Venezuela — 1722 | Овьедо-и-Баньос, Хосе. История Завоевания и заселения Провинции Венесуэла.
- Julian, Antonio. La Perla de la America, Provincia de Santa Marta — 1787 | Хулиан, Антонио. Жемчужина Америки, Провинция Санта Марта.
- Piedrahita, Lucas Fernandez. Historia General de las Conquistas del Nuevo Reino de Granada — 1688 | Пьедраита, Лукас Фернандес. Общая История Завоевания Нового Королевства Гранада.
- Simon, Pedro. Primera Parte de noticias historiales de las Conquistas de Tierra Firme en las Indias Occidentales — 1626 | Симон, Педро. Первая часть исторических сведений о Завоеваниях Тьерра-Фирме в Западных Индиях.
- Zamora, Alonso de — 1701.

### На русском языке
- Хуан де Сан Мартин и Антонио де Лебриха. Доклад о завоевании Нового Королевства Гранада и основание города Богота (июль 1539 года). www.kuprienko.info (А. Скромницкий) (4 апреля 2010). Дата обращения: 4 апреля 2010.
- Гонсало Хименес де Кесада. Краткое изложение завоевания Нового Королевства Гранада» (1539; 1548—1549). www.kuprienko.info (А. Скромницкий) (20 апреля 2010). Дата обращения: 20 апреля 2010.